# اسلام‌آباد (بم)
اسلام‌آباد روستایی در دهستان بم بخش مرکزی شهرستان بم استان کرمان ایران است.

## جمعیت
بر پایه سرشماری عمومی نفوس و مسکن در سال ۱۳۹۵ جمعیت این مکان ۱۶۱ نفر (۵۶ خانوار) بوده‌است.